# Código Guobiao
Código Guobiao (国标, Pinyin: guó biāo) es un término común para los códigos estándares de caracteres de la República Popular China.
En contextos informáticos la abreviación “GB” se usa para referirse a GB 2312-80 (publicado en el año 1980), GBK, o GB 18030-2000 (año 2000). Todos éstos son codificaciones para utilizar caracteres chinos en sistemas informáticos. 
Este código se usa para escribir caracteres simplificados, que son utilizados en China continental y el sudeste asiático. Taiwán, Hong Kong y Macao, que usan caracteres tradicionales, aplican el estándar Big5.
Hay 6.763 caracteres en el código GB 2312-80, mientras que en el Big5 tiene 13.053. Otros símbolos, como los de puntuación, alfabetos latinos, griego, ruso (cirílico), así como los japoneses hiragana y katakana, también se incluyen en el GB 2312.
La correspondencia fonética pinyin también se estandarizó.
Traducción de en:guobiao code (http://en.wikipedia.org/wiki/Guobiao_code)
- Datos: Q46398302